# Michiel Mensingh
Michiel Mensingh (Amsterdam, 6 oktober 1975) is een Nederlands componist.

## Biografie
Michiel Mensingh studeerde compositie bij Hans Timmermans en Barbara Woof aan de Hogeschool voor de Kunsten Utrecht, faculteit Kunst, Media & Technologie te Hilversum. Tijdens deze schoolperiode liep hij enige tijd stage bij componist Guus Janssen. Hij studeerde in september 2001 af met een Masters of Arts graad.
Met zijn op drum 'n' bass muziek geïnspireerde compositie `Wicked', geschreven voor blokfluitkwartet QNG (Quartet New Generation.com, destijds QNG 138), won hij in juni 2001 de Matthijs Vermeulen Aanmoedigingsprijs, een prijs van het Amsterdams Fonds voor de Kunst. Het werk is inmiddels vele malen in binnen -en buitenland met succes gespeeld. Wicked werd in 2006 geselecteerd voor de ISCM-CASH Young Composer Award 2006. Mensinghs elektronische compositie A Glitch in the Matrix uit 2005, gemaakt in nauwe samenwerking met pianiste Tomoko Mukaiyama voor haar solo programma, was in 2006 een van de genomineerde composities voor de Gaudeamus Prijs en werd ten gehore gebracht tijdens de Internationale Gaudeamus Muziekweek in september 2006. Tevens kwamen in 2006 zijn composities Oh I’m Sorry, Did I BREAK Your Concentration? voor blokfluitkwartet Brisk en pianiste Tomoko Mukaiyama en Happy ‘Bird’s Day voor Brisk, uit op cd.
Mensingh heeft voor diverse bezettingen gecomponeerd, uiteenlopend van een of enkele instrumentalist(en) tot orkest, al dan niet met elektronica en voor het merendeel in opdracht van het Fonds voor de Scheppende Toonkunst dan wel het Amsterdams Fonds voor de Kunst. Zijn muziek is uitgevoerd in diverse gereputeerde concertzalen als het Concertgebouw in Amsterdam of Carnegie Hall in New York. Werk van Mensingh stond op het programma in Nederland, Duitsland, Oostenrijk, Frankrijk, Spanje, de Verenigde Staten, Latijns-Amerika en in Japan.
Mensinghs compositorische stijl kan men het best omschrijven als eclectisch. Zijn muziek gaat vaak over muziek. Dikwijls vormen specifieke muzikale (stijl) kenmerken van bepaalde muziekstromingen, en dan met name de ritmiek van pop- en dancemuziek (zoals funk, techno-house of drum ‘n’ bass), de inspiratiebron voor het materiaal of de behandeling ervan, -of soms zelfs het onderwerp -van zijn klassieke composities. Dit in combinatie met het verder contemporaine karakter van zijn werk maakt dat zijn muziek zich regelmatig waagt op het grensgebied tussen populaire -en modern klassieke-muziek. Dit grensgebied is voor hem, sinds het maken van zijn bekroonde werk `Wicked', een blijvende bron van inspiratie gebleken.
Naast zijn carrière als autonoom componist, houdt Mensingh zich bezig met het componeren, produceren en/of arrangeren van filmmuziek, reclamemuziek, popmuziek, muziek bij dans, radio-commercials en jingles. Als bassist van de recent opgeheven Amsterdamse rockband ‘Levetation’ stond hij in 2006 in de finale van de ‘Winston Popprijs’ in de Melkweg(Amsterdam) en in de halve finale van de ‘Amsterdamse Popprijs’ (de GRAP) in Paradiso(Amsterdam). Tot slot heeft hij een aantal singles op zijn naam staan, waaronder een kleine hit in 1993 met Alone in the Summer, een instrumentaal synthesizer nummer.